# GWR Classe 1400
La GWR Classe 1400, all'inizio Classe 4800, era una classe di locomotive a vapore di rodiggio 0-4-2 prodotte per la Great Western Railway agli Swindon railway works dal 1932 al 1936.

## Progettazione
Nonostante le locomotive vennero accreditate come progettate nel 1932 da Charles Collett, capo ingegnere della GWR, il progetto è stato realizzato nel 1868 da George Armstrong per le locomotive GWR Classe 517, che erano inoltre le locomotive che la Classe 4800 doveva rimpiazzare. Le locomotive Classe 4800 erano progettate per funzionare con l'autocoach, uno speciale tipo di carrozza della GWR progettata per i convogli bidirezionali che potevano essere utilizzate anche da locomotive Classe 517, Classi 5400 e 6400, e la vecchia Classe 2021.

## Storia
Le locomotive GWR Classe 4800 vennero costruite come evoluzione delle Classe 517, che ormai erano locomotive abbastanza vecchie. La prima locomotiva, la nº4800, venne costruita agli Swindon railway works ed entrò in servizio nel 1932. I restanti 74 esemplari furono costruiti dal 1932 al 1936. Nello stesso periodo, a Swindon vennero costruite delle locomotive Classe 5800, molto simili alle Classe 4800 ma mancanti di alcuni equipaggiamenti.
Le locomotive della Classe 4800 mantennero i loro numeri originali, finché nel 1946 la GWR non decise di convertire sperimentalmente dodici locomotive Classe 2800 per l'alimentazione a gasolio. Fu deciso che le locomotive  convertite sarebbero state riclassificate come Classe 4800 e quindi le 75 che già facevano parte di questa classe furono riclassificate come Classe 1400 con numeri di servizio 1400-1474.
Le locomotive Classe 1400 avevano una velocità massima di 130 km/h, una velocità nettamente superiore rispetto a quella delle locomotive diesel.

### Preservazione
Di 75 esemplari, solo 4 sono stati preservati. I restanti vennero rottamati tra il 1957 e il 1965.

## Nelle opere di finzione
Nella serie letteraria The Railway Series e nel suo adattamento televisivo, Il trenino Thomas, la locomotiva Oliver è rappresentata come una locomotiva Classe 1400.